# Амрапалі
Амрапалі, або Амбапалі, або Амбапаліка (палі Ambapālika) — відома нагаравадгу (царська куртизанка), благодійниця й поетеса, що жила в стародавній Індії в республіці Вайшалі (територія сучасного Біхару) приблизно в 500 роках до н. е. Згадується в Тапітаці. Згідно з буддійськими текстами вона подарувала Будді манговий гай, Амбапалівану, в якому він давав настанови.
Амбапалі отримала своє ім'я («амба» — манго і «палі» — лінія або міст) завдяки незвичайним обставинам свого народження: садівник, що доглядав сад правителя Лічаві в Вайшалі, знайшов під манговим деревом маленьку дівчинку. Вона виросла і перетворилася на прекрасну дівчину, до якої стали залицятися кілька принців керівного клану. Вони вирішили, що вона належатиме їм всім разом, і Амбапалі стала придворною куртизанкою. Вона мала добру вдачу і витрачала багато грошей на благодійність, ставши некоронованою царицею аристократичної республіки. Слава про прекрасну Амбапалі досягла царства Маґадги. Цар Бімбісара зустрівся з нею і вона народила від нього сина, який згодом став ченцем на ім'я Вімала Конданна і досяг аргатства.
У Магапарініббана-сутті розказано про те, як під час своєї останньої подорожі перед парінірваною Будда зупинився в манговому гаю Амбапалі і прочитав їй довгу проповідь про Дгарму. Вона запросила його з ченцями на наступний день для здійснення підношення. Царевичі Лічаві хотіли перекупити в неї почесне право прийняти Будду з громадою за велику суму, але вона відмовилася. Як підношення вона подарувала свій манговий гай.
Пізніше, почувши проповідь свого сина, вона стала послідовницею Будди. Як об'єкт для медитації вона вибрала власне тіло й стала роздумувати про непостійність і страждання. Її вірші увійшли в Тгерігатху і Ападану.
Історію Амбапалі було екранізовано 1945 і 1966 року, 2002 року було знято однойменний серіал. Амрапалі є однією з дійових осіб серіалу про життя Будди.